# Diemtigen
Diemtigen is een gemeente en plaats in het Zwitserse kanton Bern, en maakt deel uit van het district Frutigen-Niedersimmental.
Diemtigen telt 2.154 inwoners.